# James Phelps
James Andrew Eric Phelps är en brittisk skådespelare. Phelps föddes i Birmingham 25 februari 1986, 13 minuter efter tvillingbrodern Oliver Phelps. Phelps är mest känd för sin roll som Fred Weasley i Harry Potter-filmerna, hans bror spelar George Weasley. 2006 blev de båda bröderna utvalda till Storbritanniens sexigaste män.
2008 medverkade Phelps och brodern i filmen In the mind's eye som är en kortfilm för studenterna på Oxford University. Sommaren 2009 medverkade Phelps och brodern i ett avsnitt av den brittiska dramaserien Kingdom.
2009 besökte Phelps och brodern Sverige, Finland och Norge.

## Filmografi
| År   | Titel                                   | Roll            | Noteringar    |
| ---- | --------------------------------------- | --------------- | ------------- |
| 2001 | Harry Potter och de vises sten          | Fred Weasley    |               |
| 2002 | Harry Potter och Hemligheternas kammare | Fred Weasley    |               |
| 2004 | Harry Potter och fången från Azkaban    | Fred Weasley    |               |
| 2005 | Harry Potter och den flammande bägaren  | Fred Weasley    |               |
| 2007 | Harry Potter och Fenixorden             | Fred Weasley    |               |
| 2009 | Harry Potter och halvblodsprinsen       | Fred Weasley    |               |
| 2009 | Kingdom                                 | Callum Anderson | Avsnitt 3.05. |
| 2010 | Harry Potter och dödsrelikerna – Del 1  | Fred Weasley    |               |
| 2011 | Harry Potter och dödsrelikerna – Del 2  | Fred Weasley    |               |
| 2012 | Ward 3                                  | Jimmy           |               |
| 2012 | The Turn                                | Morris Talliver | Kortfilm      |